# Acalolepta gardneri
Acalolepta gardneri là một loài bọ cánh cứng trong họ Cerambycidae.